# Satellitplattform

Satellitplattform och nyttolast till kommunikationssatellit

En satellitplattform är det ramverk kring vilket en satellit byggs. Satellitplattformen innehåller bränsle, motorer, kommunikationsutrustning och kraftverk för satelliten. Nyttolasten kan sedan monteras på eller byggas in i plattformen. Satellitplattformens uppgift är att transportera satelliten till rätt omloppsbana, sedan hålla omloppsbanan stabil och satelliten vid liv.

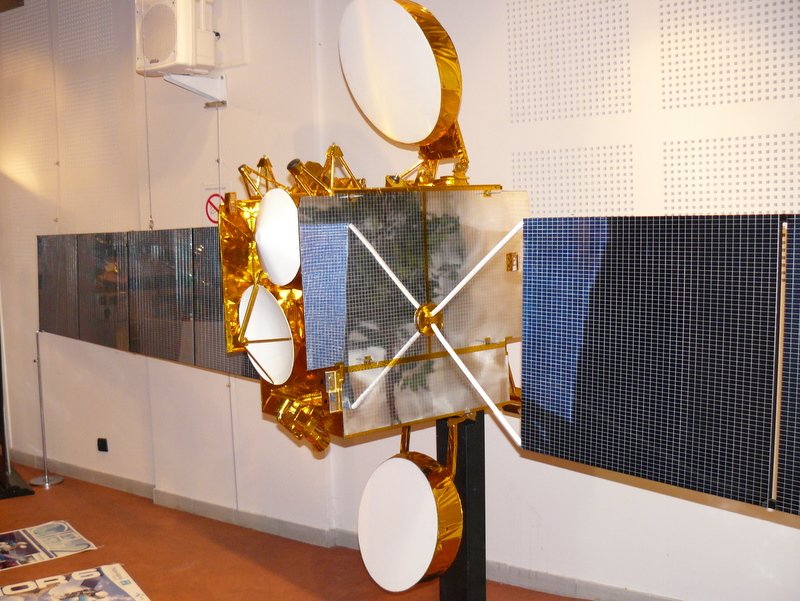
Eutelsat, en TV-satellit byggd på satellitplattformen Spacebus 3000

Ofta används standardiserade, serieproducerade satellitplattformar, men de kan ibland vara specialbyggda till en specifik nyttolast.